# Fiorenzo Fiorentini
Fiorenzo Fiorentini (Roma, 10 aprile 1920 – Roma, 27 marzo 2003) è stato un attore, sceneggiatore, compositore e doppiatore italiano.

## Biografia

Giovanni Gigliozzi e Fiorenzo Fiorentini durante il programma domenicale Campidoglio nel 1951

Fiorentini nacque a Roma il 10 aprile 1920 da una famiglia ebraica. Già attivo nel teatro di varietà e nell'avanspettacolo, emerge nel secondo dopoguerra come caratterista cinematografico legato soprattutto a ruoli comici, impersonando spesso personaggi-limite, di cui sa cogliere tic e pittoresche eccentricità, tipici di una certa Roma popolaresca che egli ovviamente ben conosce. Nei suoi circa cinquant'anni di attività, Fiorentini recita in almeno sessanta pellicole, sempre in ruoli di comprimario ma in caratteri ben disegnati, passando dalle farse puramente commerciali (Donne, botte e bersaglieri), a commedie di maggiore spessore quando non propriamente opere d'autore (Parigi o cara di Vittorio Caprioli; La Storia di Luigi Comencini; Il viaggio di Capitan Fracassa di Ettore Scola).

### Attività teatrale

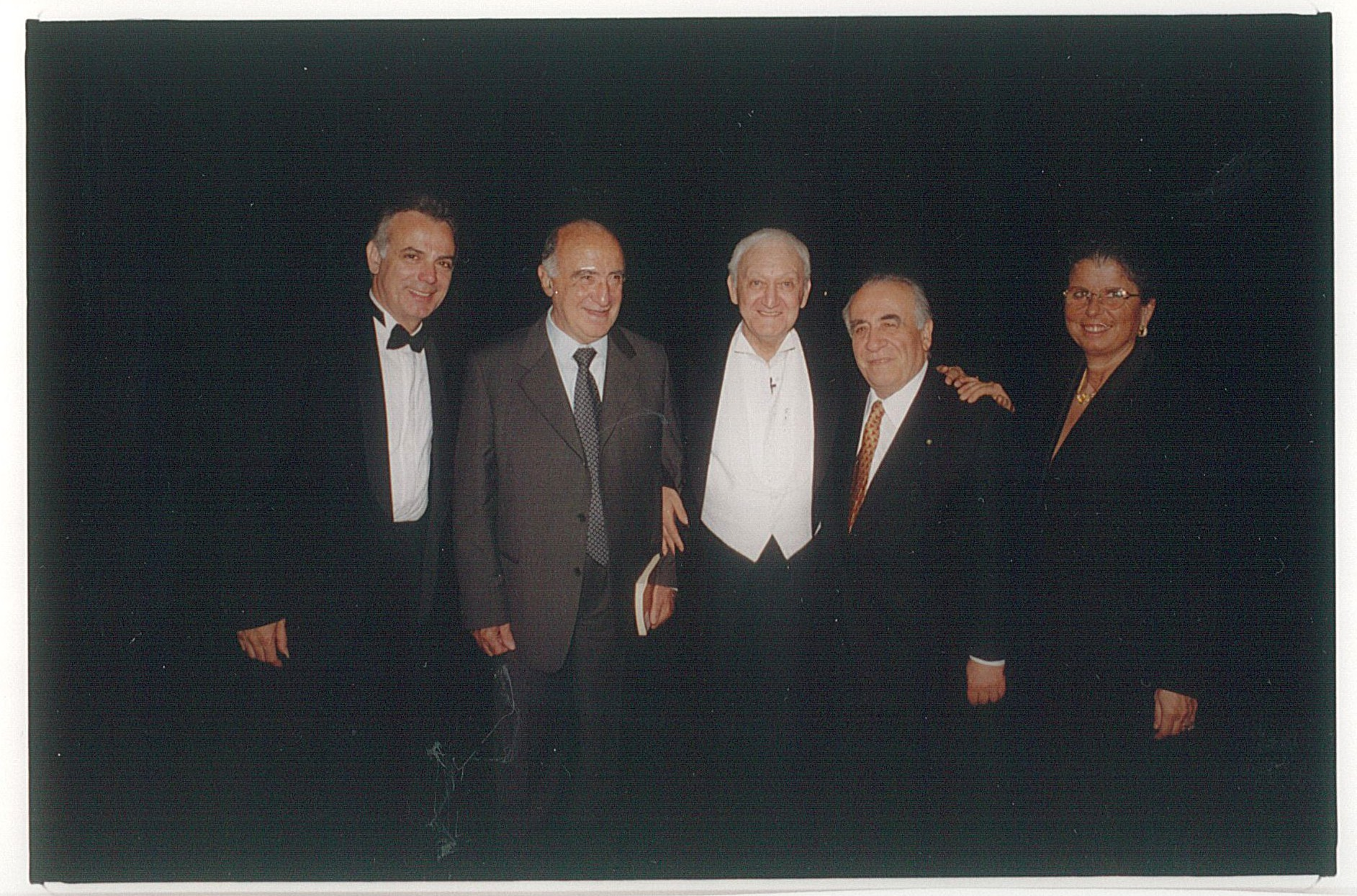
Fiorenzo Fiorentini in compagnia di Franco Sensi (ex presidente della Roma) al termine di uno spettacolo nel 2000

Elena Giusti con Fiorenzo Fiorentini nel 1953 sul set del film Cafè Chantant

Nel 1946 dà vita al primo cabaret del dopoguerra, in via Veneto, "I Nottambuli", insieme ad Alessandro Fersen. Ripropone per primo in cabaret, con la produzione di Carlo Molfese, la comicità attualissima di Ettore Petrolini con Gastone. Prosegue la sua attività teatrale con spettacoli legati alla cultura popolare romana, scritti quasi tutti in collaborazione con Ghigo De Chiara: da Petrolini, biografia di un mito a Morto un papa..., in vari teatri ma soprattutto nello spazio estivo del giardino degli Aranci, a Roma, sull'Aventino, dove mette in scena anche riletture popolari di commedie di Plauto: da La casina a Mostellaria, al Miles Gloriosus, Anfitrione, Pseudolo. Ripropone anche riletture critiche e attualizzate del grande cafè chantant, varietà e avanspettacolo popolare romano.

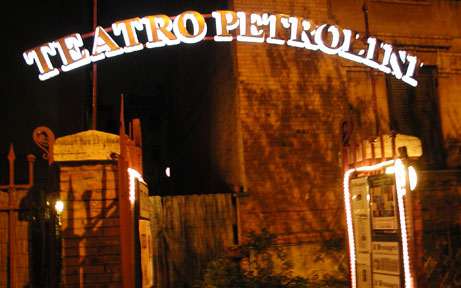
Ingresso del Teatro Petrolini a Testaccio

Per il teatro in lingua per sei anni in ditta con Mario Scaccia in Aspettando Godot di Samuel Beckett, Rappaport di Herb Gardner, I ragazzi irresistibili di Neil Simon. Nel 1980 fonda il Centro Studi "Ettore Petrolini" per lo spettacolo popolare romano con la direzione organizzativa di Paolo Gatti. Nel 1994 in via Romolo Gessi 8 a Testaccio insieme a Paolo Gatti fonda la Sala Ettore Petrolini, primo spazio teatrale dedicato al grande attore romano: qui apre la Scuola di teatro popolare. Nel 1998, insieme a Paolo Gatti, apre il Teatro Petrolini.

### Attività in radio

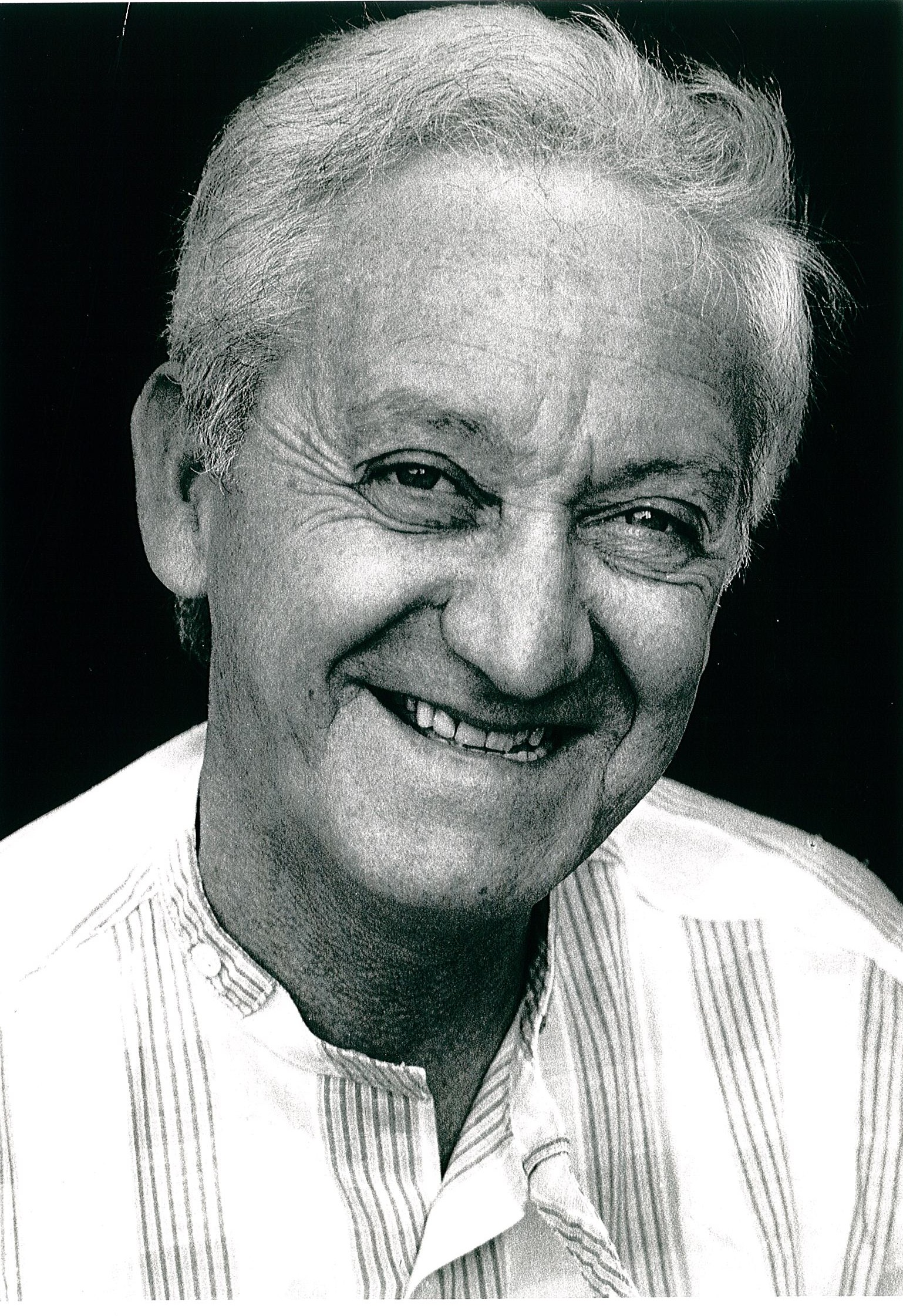
Fiorenzo Fiorentini

Tra gli anni quaranta e sessanta lavora spesso per la radio, soprattutto nei programmi curati da Giovanni Gigliozzi per la sede regionale romana della Rai come Radio Campidoglio e Campo de' Fiori, dove interpreta il personaggio del "Sor du' fodere", ma anche a riviste di cui è autore e interprete. In questi anni partecipa anche agli spettacoli condotti da Corrado nei teatri italiani, e collabora alla sceneggiatura del film Café Chantant di Camillo Mastrocinque nel 1953 ispirato al varietà storico della radio Rosso e nero. In parallelo Fiorentini prosegue un'ininterrotta carriera di doppiatore prestando la voce al personaggio di Stanlio assieme a Carlo Croccolo dal 1953 e matura come intenso interprete del teatro dialettale romanesco del quale diviene uno dei più apprezzati esponenti portando in scena negli anni testi di Petrolini, Zanazzo e Belli. A metà anni '70 Fiorenzo Fiorentini conduce per un mese intero "Voi ed Io" il programma d'intrattenimento del mattino sul Programma Nazionale Radiorai nel mese di Ottobre 1975 tutti i giorni dal lunedì al sabato dalle 9 alle 11,30 dove oltre a parlare di cinema,teatro, musica e quant'altro presento' spesso un nuovo disco (45 giri) da lui inciso "E' Arrivato Giggi Er Bullo/Me Vojo Bene" (RCA Stereo TPBO 1165).

### Cinema e televisione

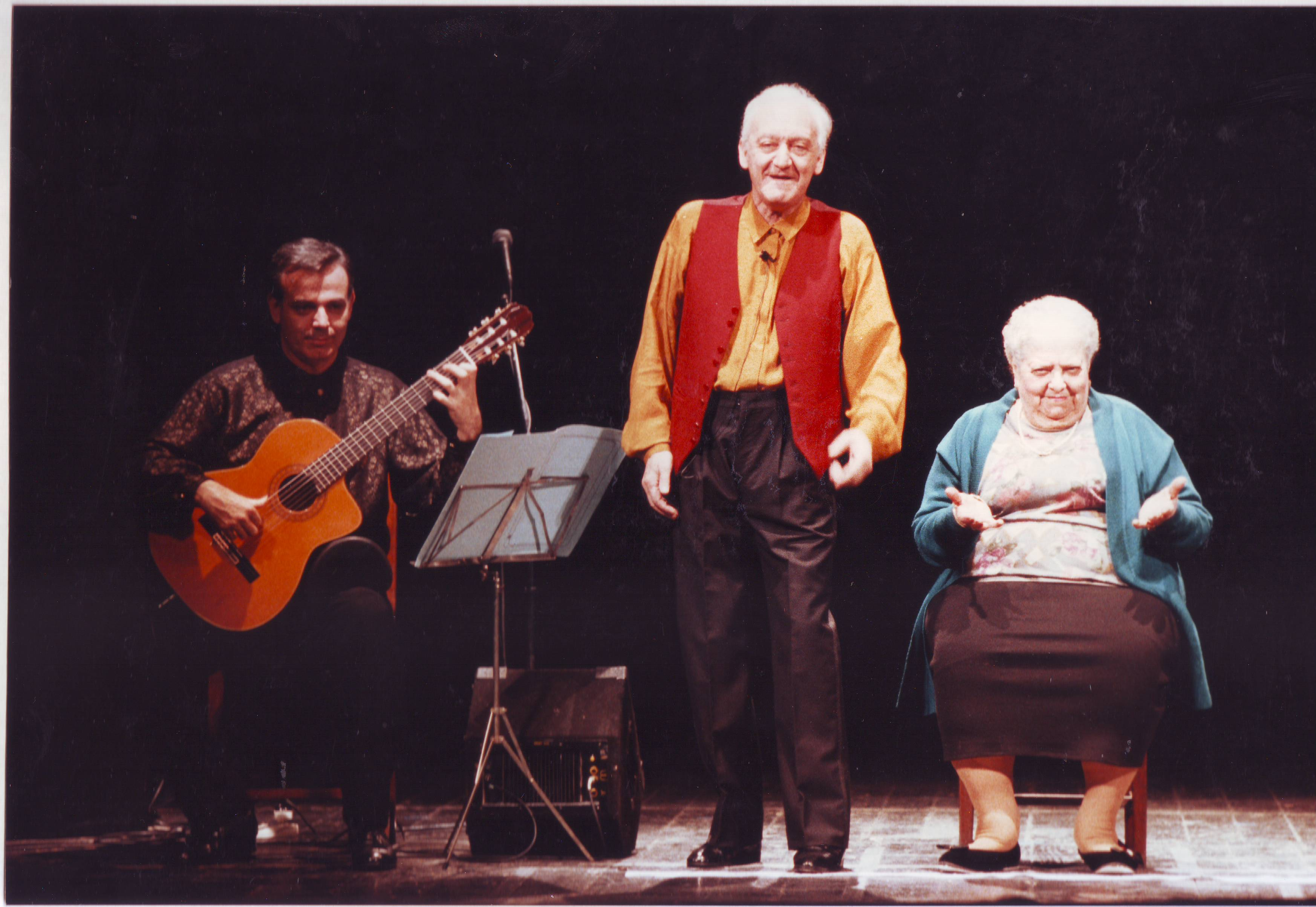
Fiorenzo Fiorentini insieme a Sora Lella, alla chitarra Paolo Gatti

Occasionalmente dedicatosi alla sceneggiatura cinematografica (Antonio di Padova, Giovinezza) e all'attività di cantante, si fa apprezzare anche come compositore di musica leggera nonché di colonne sonore per il cinema. Collabora infatti con Renato Carosone per la canzone Tre numeri al lotto e con Enzo Jannacci per il testo della celebre Vengo anch'io. No, tu no (1968). È inoltre suo il brano Cento campane che fa da colonna sonora allo sceneggiato televisivo Il segno del comando, successo di punta della programmazione Rai nel 1971. Nel 1972 compone le musiche del film Imputazione di omicidio per uno studente e nel 1975 compone e canta il brano Che ce voj fà, inserito nella colonna sonora del film Colpita da improvviso benessere. Dopo la partecipazione allo sceneggiato Rai La Storia, nel 1987, si fanno più frequenti le presenze televisive di Fiorentini che appare a lungo in una serie televisiva della Rai particolarmente celebre come Villa Arzilla (1989).
È poi ancora in televisione con due produzioni: partecipa infatti nel 1997 a L'avvocato Porta e nel 2002 all'intenso La notte di Pasquino, dove lui e Nino Manfredi sono diretti da Luigi Magni. Una delle sue ultime apparizioni in teatro è nel 2002 al giardino degli Aranci di Roma, per la messinscena de La casina di Plauto, dove interpreta il personaggio del vecchio Lìsidamo. 

### Vita privata
È stato sposato con Lia Alimena dalla quale ha avuto due figlie: Monica e Roberta, entrambe attrici. Inoltre ha sposato l'attrice e costumista Liliana Catte dalla quale è stato considerato "padre artistico" di Paolo Gatti.

### La morte
Muore il 27 marzo 2003 a Roma in seguito ad un'emorragia cerebrale all'età di 82 anni presso l'ospedale Sant'Eugenio dove era ricoverato da circa due mesi; il 30 marzo venne allestita la camera ardente al Campidoglio nella sala della Protomoteca del Palazzo Senatorio, dove hanno presenziato tantissima gente comune tra cui amici e colleghi dello spettacolo e tanti volti della politica; il giorno seguente è stato tumulato con cerimonia privata nel riquadro Israelitico nel cimitero monumentale del Verano.

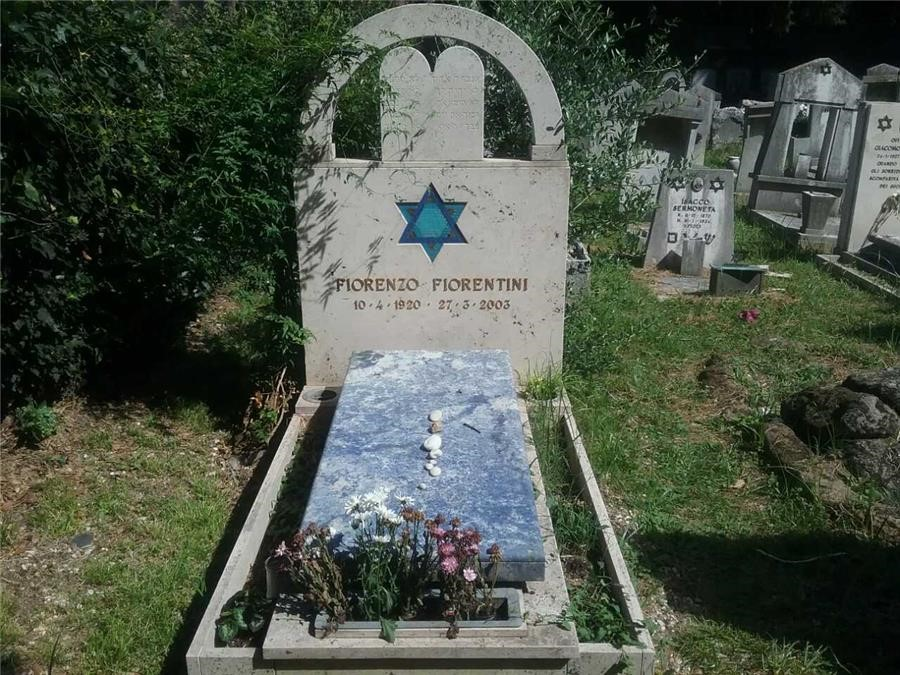
La tomba di Fiorenzo Fiorentini nel cimitero del Verano.

## Omaggi
Nel 2009 in suo onore viene intitolata la piazza centrale del giardino degli Aranci a Roma.

## Filmografia

Fiorenzo Fiorentini nel film Café Chantant

### Sceneggiatore
- Antonio di Padova, regia di Pietro Francisci (1949)
- Il leone di Amalfi, regia di Pietro Francisci (1950)
- Viva il cinema!, regia di Giorgio Baldaccini e Enzo Trapani (1952)
- Le meravigliose avventure di Guerrin Meschino, regia di Pietro Francisci (1952)
- Una madre ritorna, regia di Roberto Bianchi Montero (1952)
- Giovinezza, regia di Giorgio Pàstina (1952)
- Café Chantant, regia di Camillo Mastrocinque (1953)
- Le vacanze del Sor Clemente, regia di Camillo Mastrocinque (1955)
- Canzoni a tempo di twist, regia di Stefano Canzio (1962)
- Canzoni in... bikini, regia di Giuseppe Vari (1963)
- I ragazzi dell'Hully Gully, regia di Marcello Giannini (1964)
- Quelli belli... siamo noi, regia di Giorgio Mariuzzo (1970)Fiorenzo Fiorentini interpreta "Gastone" di Ettore Petrolini

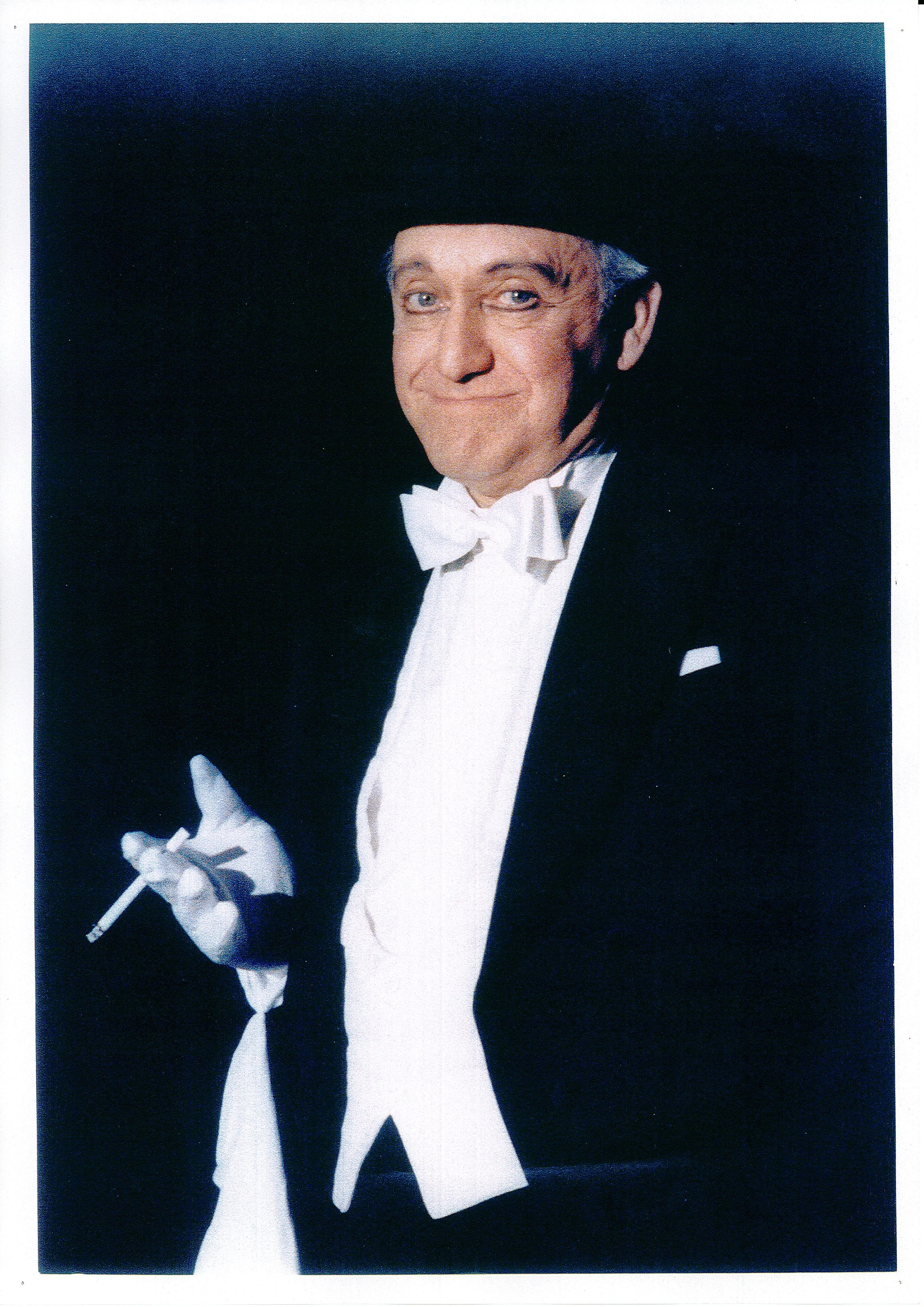
Fiorenzo Fiorentini interpreta "Gastone" di Ettore Petrolini

- Le mille e una notte all'italiana, regia di Carlo Infascelli e Antonio Racioppi (1972)
- Il sergente Rompiglioni, regia di Giuliano Biagetti (1973)
- Il sergente Rompiglioni diventa... caporale, regia di Mariano Laurenti (1975)
- La soldatessa alle grandi manovre, regia di Nando Cicero (1978)

### Attore

Fiorentini in Teresa la ladra (1973)

#### Cinema
- Maracatumba... ma non è una rumba, regia di Edmondo Lozzi (1949)
- Viva il cinema!, regia di Giorgio Baldaccini e Enzo Trapani (1952)
- Giovinezza, regia di Giorgio Pàstina (1952)
- Il vento m'ha cantato una canzone, regia di Camillo Mastrocinque (1953)
- La domenica della buona gente, regia di Anton Giulio Majano (1953)
- Ci troviamo in galleria, regia di Mauro Bolognini (1953)
- Café Chantant, regia di Camillo Mastrocinque (1953)
- Le vacanze del Sor Clemente, regia di Camillo Mastrocinque (1954)
- Cento serenate, regia di Anton Giulio Majano (1954)
- I pinguini ci guardano, regia di Guido Leoni (1955)
- Parigi o cara, regia di Vittorio Caprioli (1962)
- Canzoni a tempo di twist, regia di Stefano Canzio (1962)
- Carmen di Trastevere, regia di Carmine Gallone (1962)
- Il giorno più corto, regia di Sergio Corbucci (1963)
- Gli onorevoli, regia di Sergio Corbucci (1963)
- Il monaco di Monza,regia di Sergio Corbucci (1963)
- I ragazzi dell'Hully Gully, regia di Marcello Giannini (1964)
- Canzoni, bulli e pupe, regia di Carlo Infascelli (1964)
- Lo scippo, regia di Nando Cicero (1965)
- Come svaligiammo la Banca d'Italia, regia di Lucio Fulci (1966)
- Non faccio la guerra, faccio l'amore, regia di Franco Rossi (1966)
- Il tigre, regia di Dino Risi (1967)
- Soldati e capelloni, regia di Ettore Maria Fizzarotti (1967)
- Donne... botte e bersaglieri, regia di Ruggero Deodato (1968)
- Il profeta, regia di Dino Risi (1968)
- Il ragazzo che sorride, regia di Aldo Grimaldi (1968)
- La pecora nera, regia di Luciano Salce (1968)
- Playboy, regia di Enzo Battaglia (1968)
- I due crociati, regia di Giuseppe Orlandini (1968)
- Zenabel, regia di Ruggero Deodato (1969)
- Oh dolci baci e languide carezze, regia di Mino Guerrini (1969)
- Gli infermieri della mutua, regia di Giuseppe Orlandini (1969)
- La ragazza del prete, regia di Domenico Paolella (1970)
- I due maggiolini più matti del mondo, regia di Giuseppe Orlandini (1970)
- Er più - Storia d'amore e di coltello, regia di Sergio Corbucci (1971)
- Storia di fifa e di coltello - Er seguito der Più, regia di Mario Amendola (1972)
- Anche se volessi lavorare, che faccio?, regia di Flavio Mogherini (1972)
- Teresa la ladra, regia di Carlo Di Palma (1973)
- La Tosca, regia di Luigi Magni (1973)
- La notte dell'ultimo giorno, regia di Adimaro Sala (1973)
- Buona parte di Paolina, regia di Nello Rossati (1973)
- Franco e Ciccio superstars, regia di Giorgio Agliani (1974)
- Farfallon, regia di Riccardo Pazzaglia (1974)
- Che notte quella notte!, regia di Ghigo De Chiara (1977)
- Ride bene... chi ride ultimo, episodio 'Prete per forza', regia di Walter Chiari (1977)
- La soldatessa alla visita militare, regia di Nando Cicero (1977)
- L'ultimo sapore dell'aria, regia di Ruggero Deodato (1978)
- Tanto va la gatta al lardo..., regia di Marco Aleandri (1978)
- Ridendo e scherzando, regia di Marco Aleandri (1978)
- Antoine e Julie, regia di Mario Landi (1979)
- Ciao cialtroni!, regia di Danilo Massi (1980)
- L'assistente sociale tutto pepe..., regia di Nando Cicero (1981)
- Il viaggio di Capitan Fracassa, regia di Ettore Scola (1991)
- Zuppa di pesce, regia di Fiorella Infascelli (1992)
- Un bugiardo in paradiso, regia di Enrico Oldoini (1998)
- Gente di Roma, regia di Ettore Scola (2003)

#### Televisione
- Figli d'arte, regia di Flaminio Bollini (1967)
- Stasera Fernandel, episodio A me gli occhi, regia di Camillo Mastrocinque (1968)
- La Storia, regia di Luigi Comencini (1986)
- La vallée des espoirs (1989)
- Villa Arzilla (1989)
- L'avvocato Porta (1997)
- La banda, regia di Claudio Fragasso (2001)
- La squadra, serie TV, 1 episodio (2002)
- La notte di Pasquino, regia di Luigi Magni (2003)
- Un posto tranquillo, regia di Luca Manfredi (2003)

#### Radio
- Arcobaleno 1946, settimanale di attualità diretto da Vittorio Veltroni
- Ooo..plà! regia di Riccardo Mantoni
- Rosso e nero regia di Riccardo Mantoni
- Radiocampidoglio Diretto da Giovanni Gigliozzi
- Voi ed io Rubrica quotidiana di comunicazione col pubblico
- Che passione il varietà regia di Riccardo Mantoni

## Doppiaggio

### Doppiatore di Stanlio & Ollio

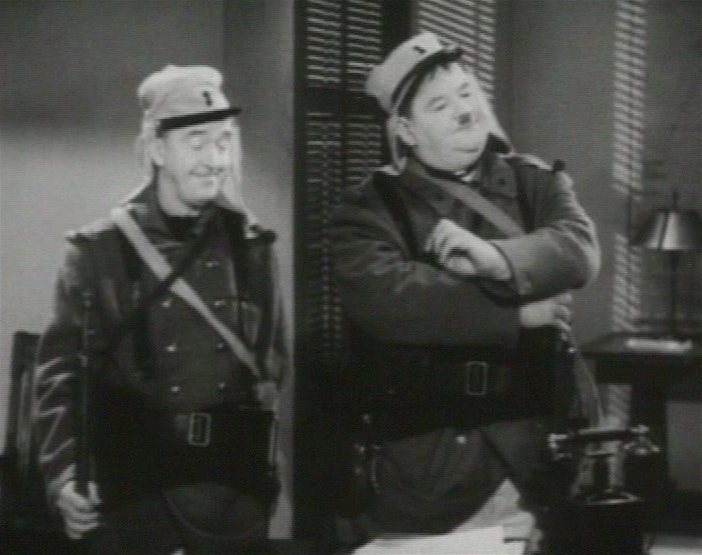
Stanlio e Ollio nel film I diavoli volanti (1939)

- Stan Laurel in I monelli, I ladroni, Un altro bel pasticcio, L'eredità, La bugia, Non c'è niente da ridere, Lo scimpanzé, Annuncio matrimoniale, Allegri gemelli

### Cinema
- Enzo Cannavale in Trastevere
- Francesco Golisano in L'eroe sono io
- Pino Patti in Il gatto
- Renato Moretti in Che ora è
- Eugenio Mastropietro e Jacques Herlin in Giulietta degli spiriti

### Film d'animazione
- Charlie McCarthy in Bongo e i tre avventurieri

### Televisione
- Clint Walker in Kodiak
- Ary Fontoura in Dancin' Days

### Serie animate
- Mandrake in Gulp! - I fumetti in TV[4]
- Timothy in Pandemonium
- Alex in Turbo Teen
- Babà in Le avventure di Babà

## Programmi radio Rai
- Radio Campidoglio, programma domenicale locale per il Lazio diretto da Giovanni Gigliozzi, dal 1947 al 1952.
- È nata primavera, rivista di Fiorenzo Fiorentini e Ugo Chiarelli, regia di Nino Meloni, trasmessa il 12 aprile 1947.
- Ragazzo spazzola!, rivista di Gio, Giu, Fiorentini e Bernardino Zapponi, regia di Franco Rossi (1947)
- La Girandola, varietà di Marcello Marchesi e Steno, con Fiorenzo Fiorentini nelle Posta di Razzo matto, regia di Franco Rossi, gennaio 1949.
- Invenzioni e scoperte, rivista di Fiorenzo Fiorentini, Costa e Faele, regia di Riccardo Mantoni, trasmessa il 10 gennaio 1950.
- Europa Express, rivista di Brancacci e Fiorentini, compagnia del teatro comico della radio italiana, orchestra di Gino Filippini, regia di Silvio Gigli (1951)
- La canasta, rivista di Mario Brancacci e Fiorentini, compagnia del Teatro comico della Radio italiana orchestra di Gino Filippini, regia di Silvio Gigli (1952)
- Rosso e nero, panorama di varietà presentato da Corrado, regia di Riccardo Mantoni (1951-1952)
- Vecchi amici di Dino Verde, Gino Castaldo e Fiorenzo Fiorentini, presenta Carlo Dapporto, regia di Maurizio Jurgens (1956)
- Intervista all'autore, commedia di Jean Anouilh, regia di Luciano Mondolfo, trasmessa il 5 aprile 1965

## Discografia
- Sole de Roma
- Ho giocato tre numeri al lotto
- Hasta la vista, senora
- Vengo anch'io, no, tu no!
- Cento campane

### 33 giri
- 1970: Osteria del tempo perso (IT, ZSLT 70001)

### 45 giri
- 1964: Roma è na favola/A la renella (Edibi, EDB 11016)
- 1975: E' Arrivato Giggi Er Bullo/Me Vojo Bene (RCA Stereo, TPBO 1165) (dalla trasmissione radiofonica "Voi Ed Io")

### Opere pubblicate
- Fiorenzo Fiorentini: G. G. Belli e il teatro. Roma: Gabrielli, 1976
- Enzo Jannacci, Fiorenzo Fiorentini, Dario Fo: Vengo anch'io! No, tu no; disegni di Joshua Held. Milano: Mondadori; Roma: Gallucci, 2003

### Fonti
- Tonino Tosto: Fiorenzo Fiorentini: la radio, il cinema, la canzone e il teatro popolare ; presentazione di Luigi Magni, Roma: Edup, c2000
- Enrico Lancia, Roberto Poppi: Dizionario del cinema italiano. Roma: Gremese, 2003. vol. 3: Gli attori, A-L, p. 242